# Начальник Генерального штабу (Велика Британія)

Прапор начальника Генерального штабу Збройних сил Британії

Начальник Генерального штабу (англ. Chief of the General Staff, CGS) — найвища військова посада Британської армії, яка очолює Генеральний штаб сухопутних військ Збройних сил країни.

## Начальники Генерального штабу (1904–1908)
| Звання      | Ім'я                                                   | Фото | На посаді                         |
| ----------- | ------------------------------------------------------ | ---- | --------------------------------- |
| генерал     | Сер Невілл Літтелтон (28 жовтня 1845 — 6 липня 1931)   |      | 12 лютого 1904 — 2 квітня 1908    |
| фельдмаршал | Сер Вільям Ніколсон (2 березня 1845 — 13 вересня 1918) |      | 2 квітня 1908 — 22 листопада 1909 |

## Начальники Імперського Генерального штабу (1909—1964)
| Звання            | Ім'я                                                                 | Фото | В посаді                            | Примітки                                          |
| ----------------- | -------------------------------------------------------------------- | ---- | ----------------------------------- | ------------------------------------------------- |
| фельдмаршал       | Сер Вільям Ніколсон (2 березня 1845 — 13 вересня 1918)               |      | 22 листопада 1909 — 15 березня 1912 |                                                   |
| фельдмаршал       | Сер Джон Френч (28 вересня 1852 — 22 травня 1925)                    |      | 1912 — квітень 1914                 |                                                   |
| генерал           | Сер Чарльз Дуглас (17 липня 1850 — 25 жовтня 1914)                   |      | 6 квітня 1914 — 25 жовтня 1914      |                                                   |
| генерал-лейтенант | Сер Джеймс Вольф-Мюррей (13 березня 1853 — 17 жовтня 1919)           |      | 30 жовтня 1914 — вересень 1915      |                                                   |
| генерал           | Сер Арчибальд Мюррей (23 квітня 1860 — 21 січня 1945)                |      | 26 вересня 1915 — грудень 1915      |                                                   |
| генерал           | Сер Вільям Робертсон (29 січня 1860 — 12 лютого 1933)                |      | 23 грудня 1915 — лютий 1918         |                                                   |
| Фельдмаршал       | Сер Генрі Вілсон (5 травня 1864 — 22 червня 1922)                    |      | 19 лютого 1918 — 19 лютого 1922     |                                                   |
| Фельдмаршал       | Сер Фредерік Ламберт (16 жовтня 1865 — 28 серпня 1946)               |      | 19 лютого 1922 — 19 лютого 1926     |                                                   |
| Фельдмаршал       | Сер Джордж Мілн (5 листопада 1866 — 23 березня 1948)                 |      | 19 лютого 1926 — 19 лютого 1933     |                                                   |
| Фельдмаршал       | Сер Арчибальд Монтгомері-Мессігберд (6 грудня 1871 — 13 жовтня 1947) |      | лютий 1933 — березень 1936          |                                                   |
| Фельдмаршал       | Сер Сіріл Деверелл (9 листопада 1874 — 12 травня 1947)               |      | 15 травня 1936 — 6 грудня 1937      |                                                   |
| Генерал           | Джон Стендіш Ґорт (10 липня 1886 — 31 березня 1946)                  |      | 1937-1939                           |                                                   |
| Генерал           | Сер Едмунд Айронсайд (6 травня 1880 — 22 вересня 1959)               |      | 1939-1940                           |                                                   |
| Фельдмаршал       | Сер Джон Ділл (25 грудня 1881 — 4 листопада 1944)                    |      | 1940-1941                           |                                                   |
| Фельдмаршал       | Сер Алан Френсіс Брук (23 липня 1883 — 17 червня 1963)               |      | 1941-1946                           |                                                   |
| Фельдмаршал       | Сер Бернард Монтгомері (17 листопада 1887 — 24 березня 1976)         |      | 1946-1948                           |                                                   |
| Фельдмаршал       | Сер Вільям Слім (6 грудня 1891 — 14 грудня 1970)                     |      | 1948-1952                           |                                                   |
| Фельдмаршал       | Сер Джон Гардінг (10 лютого 1896 — 20 січня 1989)                    |      | 1 листопада 1952                    |                                                   |
| Фельдмаршал       | Сер Джеральд Темплер (11 вересня 1898 — 25 жовтня 1979)              |      | 29 вересня 1955                     |                                                   |
| Фельдмаршал       | Сер Френсіс Фестінг (28 серпня 1902 — 3 серпня 1976)                 |      | 29 вересня 1958                     |                                                   |
| Фельдмаршал       | Сер Річард Халл (7 травня 1907 — 17 вересня 1989)                    |      | 1 листопада 1961                    | Останній начальник імперського Генерального штабу |

## Начальники Генерального штабу (з 1964 року)
| Звання      | Ім'я                                                         | Фото | В посаді                         | Примітки            |
| ----------- | ------------------------------------------------------------ | ---- | -------------------------------- | ------------------- |
| Фельдмаршал | Сер Річард Халл (7 травня 1907 — 17 вересня 1989)            |      | (до 8 лютого 1965)               | Перший начальник ГШ |
| Фельдмаршал | Сер Джеймс Кассельс (28 лютого 1907 — 13 грудня 1996)        |      | 8 лютого 1965                    |                     |
| Фельдмаршал | Сер Джеффрі Бейкер (20 червня 1912 — 8 травня 1980)          |      | 1 березня 1968                   |                     |
| Фельдмаршал | Сер Майкл Карвер (24 квітня 1915 — 9 грудня 2001)            |      | 1 квітня 1971                    | CDS, 1973–1976      |
| Генерал     | Сер Пітер Хант (11 березня 1916 — 2 жовтня 1988)             |      | 19 липня 1973                    |                     |
| Фельдмаршал | Сер Роланд Гіббс (22 червня 1921 — 31 жовтня 2004)           |      | 15 липня 1976                    |                     |
| Фельдмаршал | Сер Едвін Брамалл (18 грудня 1923 — 12 листопада 2019)       |      | 14 липня 1979                    |                     |
| Фельдмаршал | Сер Джон Вілфред Стайнер (6 жовтня 1925 — 10 листопада 2007) |      | 1 серпня 1982                    |                     |
| Фельдмаршал | Сер Найджел Багнелл (10 лютого 1927 — 8 квітня 2002)         |      | 28 липня 1985                    |                     |
| Фельдмаршал | Сер Джон Чаппл (27 травня 1931 — 25 березня 2022)            |      | 10 вересня 1988                  |                     |
| Фельдмаршал | Сер Пітер Індж (5 серпня 1935 — 20 липня 2022)               |      | 14 лютого 1992                   |                     |
| Генерал     | Сер Чарльз Гатрі (17 листопада 1938)                         |      | 15 березня 1994                  |                     |
| Генерал     | Сер Роджер Вілер (16 грудня 1941)                            |      | 3 лютого 1997                    |                     |
| Генерал     | Сер Майкл Вокер (7 липня 1944)                               |      | 17 квітня 2000                   |                     |
| Генерал     | Сер Майк Джексон (21 березня 1944)                           |      | 1 лютого 2003                    |                     |
| Генерал     | Сер Річард Даннатт (23 грудня 1950)                          |      | 29 серпня 2006                   |                     |
| Генерал     | Сер Девід Річардс (4 березня 1952)                           |      | 28 серпня 2009                   |                     |
| Генерал     | Сер Пітер Волл (10 липня 1955)                               |      | 15 вересня 2010 — 5 вересня 2014 |                     |
| Генерал     | Сер Нік Картер (11 лютого 1959)                              |      | 5 вересня 2014 — 11 червня 2018  |                     |
| Генерал     | Сер Марк Карлтон-Сміт (9 лютого 1964)                        |      | 11 червня 2018 — 13 червня 2022  |                     |
| Генерал     | Сер Патрік Сандерс (6 квітня 1966)                           |      | з 13 червня 2022                 |                     |